# Tmarus ineptus
Tmarus ineptus là một loài nhện trong họ Thomisidae.
Loài này thuộc chi Tmarus. Tmarus ineptus được Octavius Pickard-Cambridge miêu tả năm 1892.